# Roger Lescot
Roger Lescot (* 1914; † 1975) war ein französischer Orientalist. Er war insbesondere ein Kenner und Übersetzer der kurdischen Literatur.

## Leben
Roger Lescot verbrachte mehr als 25 Jahre in Kurdistan, um die kurdische Sprache zu erlernen und Sagen wie auch Mythen der Region „des fruchtbaren Halbmondes“ niederzuschreiben. Er suchte in den 1930er Jahren mehrere renommierte Dengbêj-Sänger in Syrien auf, um die Sage Memê Alan zu vervollständigen. Die Dengbêj-Sänger sind kurdische Künstler, die historische Begebenheiten und Mythen in einem für die Dengbêj-Kunst spezifischen Sprechgesangsstil „singen“. Die Sage hat teilweise historische Wurzeln, entstand vermutlich im 14. Jahrhundert wurde von den Dengbêj tradiert. Sie schildert in einer präzisen und poetischen Sprache die Geschichte der unglücklichen Liebe von Mam und Zin, vor dem Hintergrund ritterlicher Traditionen und sozialer Konventionen. Die vollständige Version der Sage Memê Alan ist heute fester Bestandteil der kurdischen Literatur.
Eines seiner weiteren Verdienste für die kurdische Sprache ist die Publikation, mit Celadet Ali Bedirxan, eines lateinischen Alphabets und 1951 eines Buches zur kurdischen Grammatik für den Dialekt Kurmanci (Kurmandschi) (siehe Kapitel Werke).
Im Jahre 1945 gründete er den Lehrstuhl für Kurdologie (chaire de kurde) an der École Nationale des Langues Orientales Vivantes und war bis 1947 Lehrstuhlinhaber.
Kritiker werfen Autoren wie Lescot vor, dass ihre Studien zu einer Verschärfung ethnischer Fragen beigetragen hätten.

## Werke

### Fachpublikationen
- Enquête sur les yezidis de Syrie et du Djebel Sindjar. Beyrouth. Imprimerie Catholique / Paris, Leroux, 1938.
- Le roman et la nouvelle dans la littérature iranienne contemporaine. In: Bulletin d’études orientales, T. 9, 1942–1943, S. 83–101.
- Littérature Kurde. In: Encyclopédie de la Pléiade: Histories des Litteratures, Gallimard, Paris 1977.
- Celadet Ali Bedirxan und Roger Lescot: Kurdische Grammatik: Kurmancî-Dialekt. Verlag für Kultur und Wissenschaft, Bonn 1986, ISBN 3-926105-51-8. (Originalausgabe: Djeladet Bedir Khan und Roger Lescot: Grammaire kurde: dialecte kurmandji. A. Maisonneuve, Paris 1970.)

### Übersetzungen und Editionen
- Anthologie de la poésie persane, XIe-XXe siècle. Textes choisis par Z. Safâ, traduits par Gilbert Lazard, Roger Lescot et Henri Massé. Gallimard (Collection Unesco d’oeuvres représentatives. Série persane), Paris 1964.
- Anthologie de la poésie populaire kurde. Présentée par Gérard Chaliand, traductions de Gérard Chaliand et de Roger Lescot. Stock, Paris 1980.
- Sadegh Hedayat: La Chouette aveugle. Roman traduit du persan par Roger Lescot. Corti, Paris 1953.
- Mamé Alan. Epopée kurde. Texte établi, traduit du kurde et présenté par Roger Lescot. Préface de Kendal Nezan. Gallimard (L’aube des peuples), Paris 1999.
- Mam und Zin: kurdisches Volksepos. In der Fassung von Roger Lescot & L. Ch. Wentzel. Verlag der Arche, Zürich 1980, ISBN 3-7160-1681-0.